# Automatyczna stacja meteorologiczna

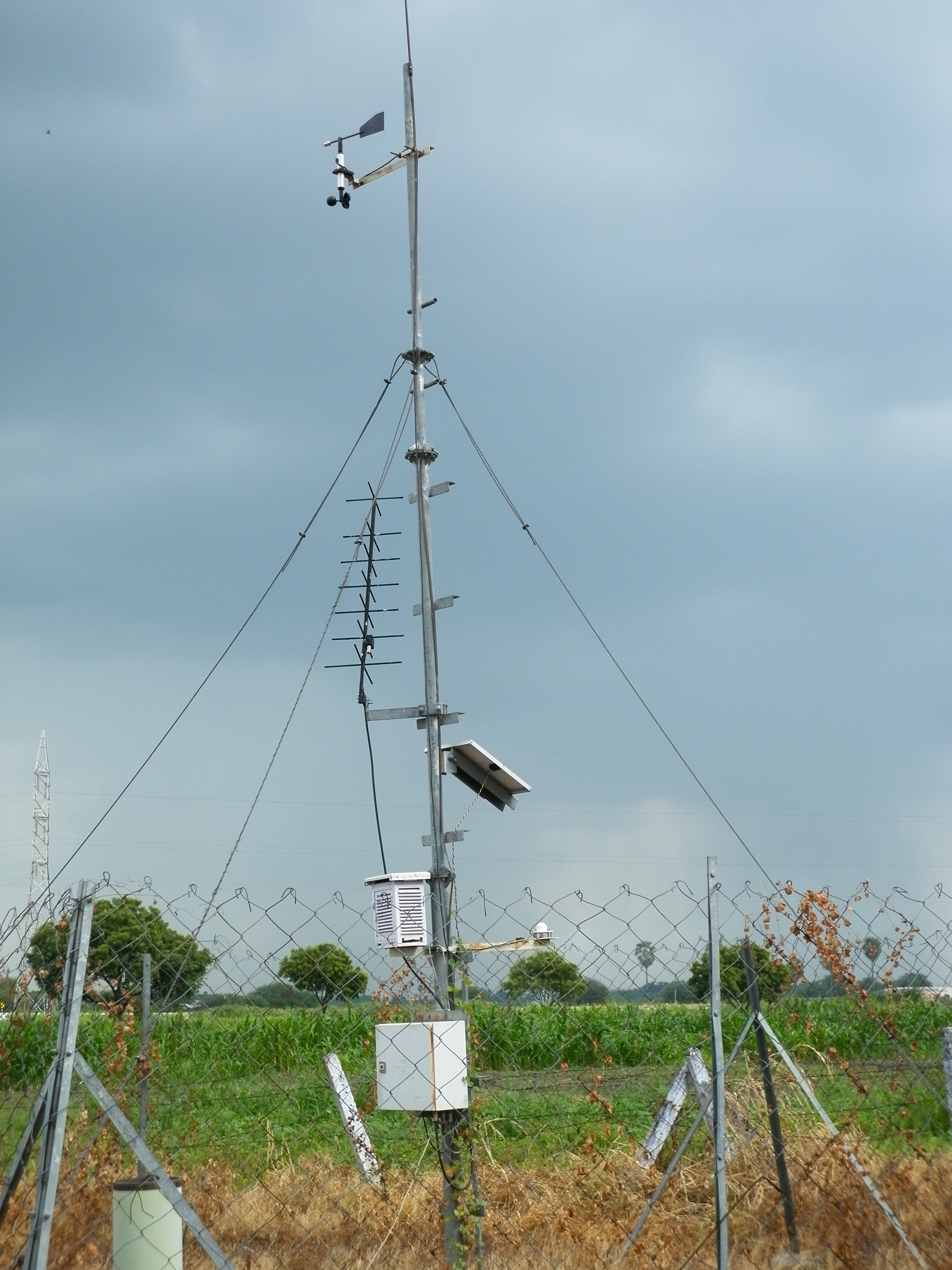
Aumatyczna stacja meteorologiczna

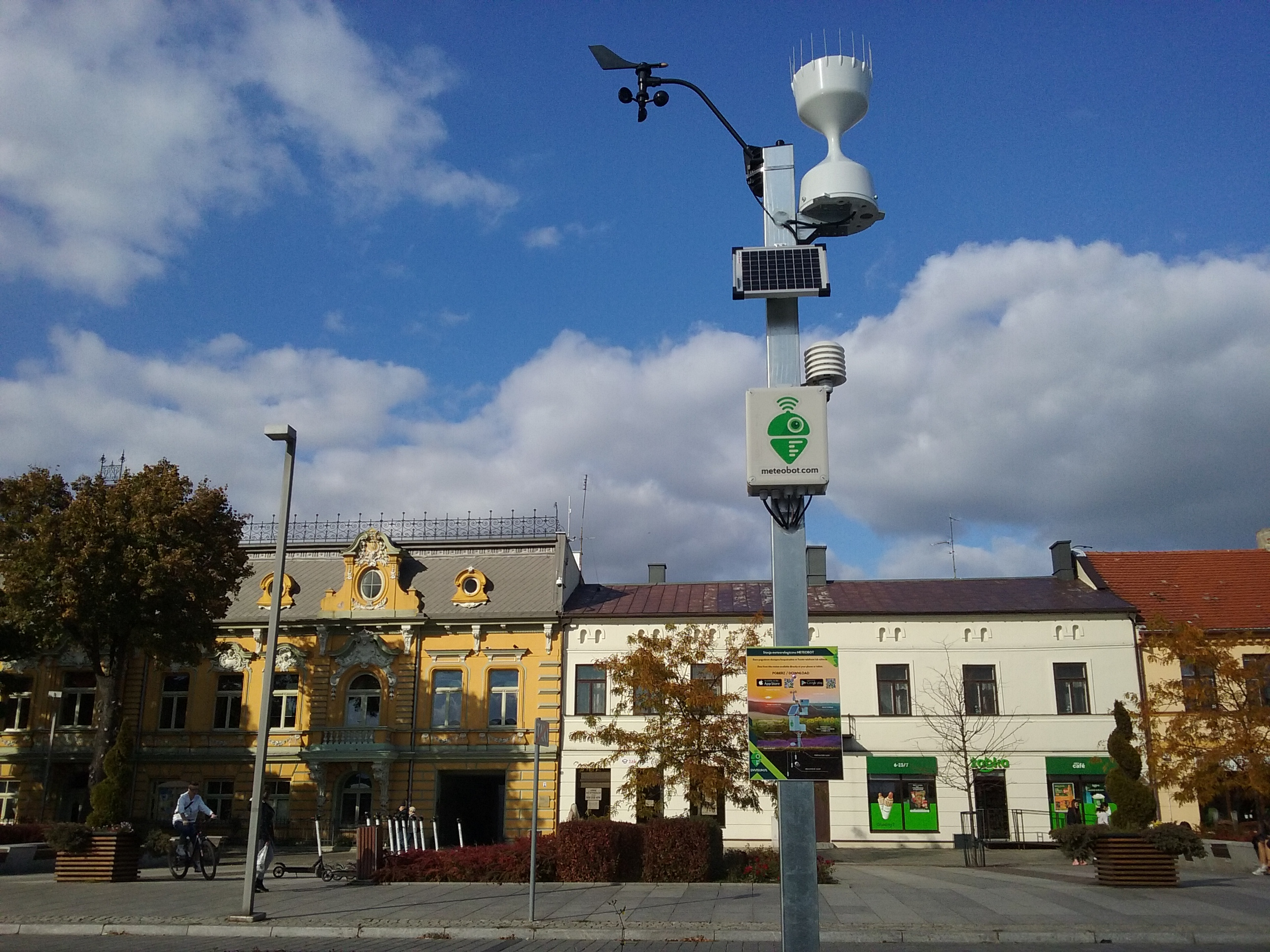
Automatyczna stacja meteorologiczna z bezpośrednim dostępem do danych dla mieszkańców w na głównym placu Tomaszowa Mazowieckiego

Automatyczna stacja meteorologiczna (AWS, ang. Automatic weather station) – urządzenie, które na odpowiedni sygnał lub według ustalonego programu samoczynnie wykonuje pomiary określonych elementów meteorologicznych (temperatury, ciśnienia, wilgotności, kierunku i prędkości wiatru itp.). Wyniki tych pomiarów są przekazywane wydzielonymi środkami łączności do komórek służby meteorologicznej. Celem tworzenia takich stacji jest oszczędność i pomiary w obszarach niedostępnych na co dzień. Typowa stacja składa się z zamontowanej na maszcie klatki odpornej na działanie czynników atmosferycznych, pamięci, akumulatora, czujników meteorologicznych, panelu słonecznego z turbiną wiatrową i urządzenia telemetrycznego (opcjonalnie).
Konfiguracja elementów może być zróżnicowana w zależności od przeznaczenia systemu. System może przesyłać dane poprzez satelitę lub sieć telekomunikacyjną, dane mogą też być zapisywane i przechowywane. W przeszłości omawiane urządzenia były budowane w miejscach, gdzie zapewniona była łączność i elektryczność. Obecnie baterie słoneczne, turbina i technologia GSM pozwalają uniezależnić bezprzewodowe stacje od sieci kablowych.

## Sensory
Większość automatycznych stacji wyposażona jest w przyrządy:
- Termometr
- Anemometr (wiatromierz)
- Higrometr
- Barometr

Dodatkowym wyposażeniem są:
- Ceilometr
- Czujnik widzialności
- Miernik opadów deszczu i śniegu
- Pyranometr

W przeciwieństwie do tradycyjnych stacji, stacje automatyczne nie raportują rodzajów i ilości chmur. Również pomiary opadów, zwłaszcza śniegu, są trudne ponieważ czujnik/licznik musi się opróżnić między pomiarami. Przy obserwacjach aktualnego stanu pogody, zjawiska takie jak mgła, mogą być trudne do przewidzenia. Zamiana tradycyjnych stacji na stacje automatyczne jest jedną z głównych w systemach zapisu informacji o klimacie.

## Zapis danych
Moduł sterowniczy automatycznej stacji pogodowej zbiera dane, zapisuje je w pamięci i wysyła do odbiorcy.